# Historia del hardware de computadora (1960-presente)
La historia del hardware de computadora comenzando en 1960 está marcada por la conversión desde el tubo de vacío a los dispositivos de estado sólido como el transistor y posteriormente el circuito integrado. Por 1959 los transistores discretos eran considerados suficientemente confiables y económicos que hicieron no competitivos los computadores de tubos de vacío. La memoria principal del computador lentamente se movió lejos de los dispositivos de memoria de núcleo magnético a la memoria de semiconductor estática y dinámica de estado sólido, que redujo grandemente el costo, tamaño y consumo de energía de los dispositivos del computador. Eventualmente, el costo de los dispositivos de circuito integrado fue lo suficientemente bajo que los computadores caseros y los computadores personales llegaron a ser comunes.

## Tercera generación
El incremento masivo en el uso de los computadores se aceleró con los computadores de la tercera generación. Estos generalmente confiaron en la invención de Jack Kilby del circuito integrado (o microchip), comenzando desde alrededor 1965. Sin embargo, el IBM System/360 usó circuitos híbridos, que eran dispositivos de estado sólido interconectados en un substrato con alambres discretos.
El primer circuito integrado fue producido en septiembre de 1958 pero los computadores que los usaban comenzaron a aparecer hasta 1963. Algunas de sus usos tempranos eran en los sistemas embebidos, notablemente usados por la NASA para el Apollo Guidance Computer del programa Apolo, y por los militares en el misil balístico incontinentemente LGM-30 Minuteman.
Antes de 1971, el supercomputador ILLIAC IV, que fue el computador más rápido del mundo por varios años, usó alrededor de un cuarto de millón de circuitos integrados de puertas lógicas ECL de baja escala de integración para hacer sesenta y cuatro procesadores de datos paralelos.
Mientras que los grandes computadores mainframes como el System/360 aumentaron las capacidades de almacenamiento y procesamiento el circuito integrado también permitió el desarrollo de computadores mucho más pequeños. El minicomputador fue una innovación significativa en los años 1960 y 1970. Trajo poder de computación a más gente, no solo por medio de un tamaño físico más conveniente sino también ampliando el campo del vendedor de computadora. Digital Equipment Corporation se convirtió en la compañía número dos de computadores detrás de IBM con sus populares sistemas de computación PDP y VAX. Un hardware más pequeño, asequible, también provocó el desarrollo de importantes nuevos sistemas operativos como Unix.
La integración en gran escala de los circuitos condujo al desarrollo de unidades de procesamiento muy pequeñas. Un ejemplo temprano de esto fue el procesador clasificado CADC usado para analizar los datos de vuelo en el avión de combate del F-14 Tomcat de la Armada de los Estados Unidos. Este procesador fue desarrollado por Steve Geller, Ray Holt y un equipo de Garrett AiResearch y American Microsystems.
En 1966, Hewlett-Packard entró en el negocio de computadores de propósito general con su HP-2116, ofreciendo poder de computación antes encontrado solamente en computadores mucho más grandes. Soportó una gran variedad de lenguajes, entre ellos BASIC, ALGOL, y FORTRAN.

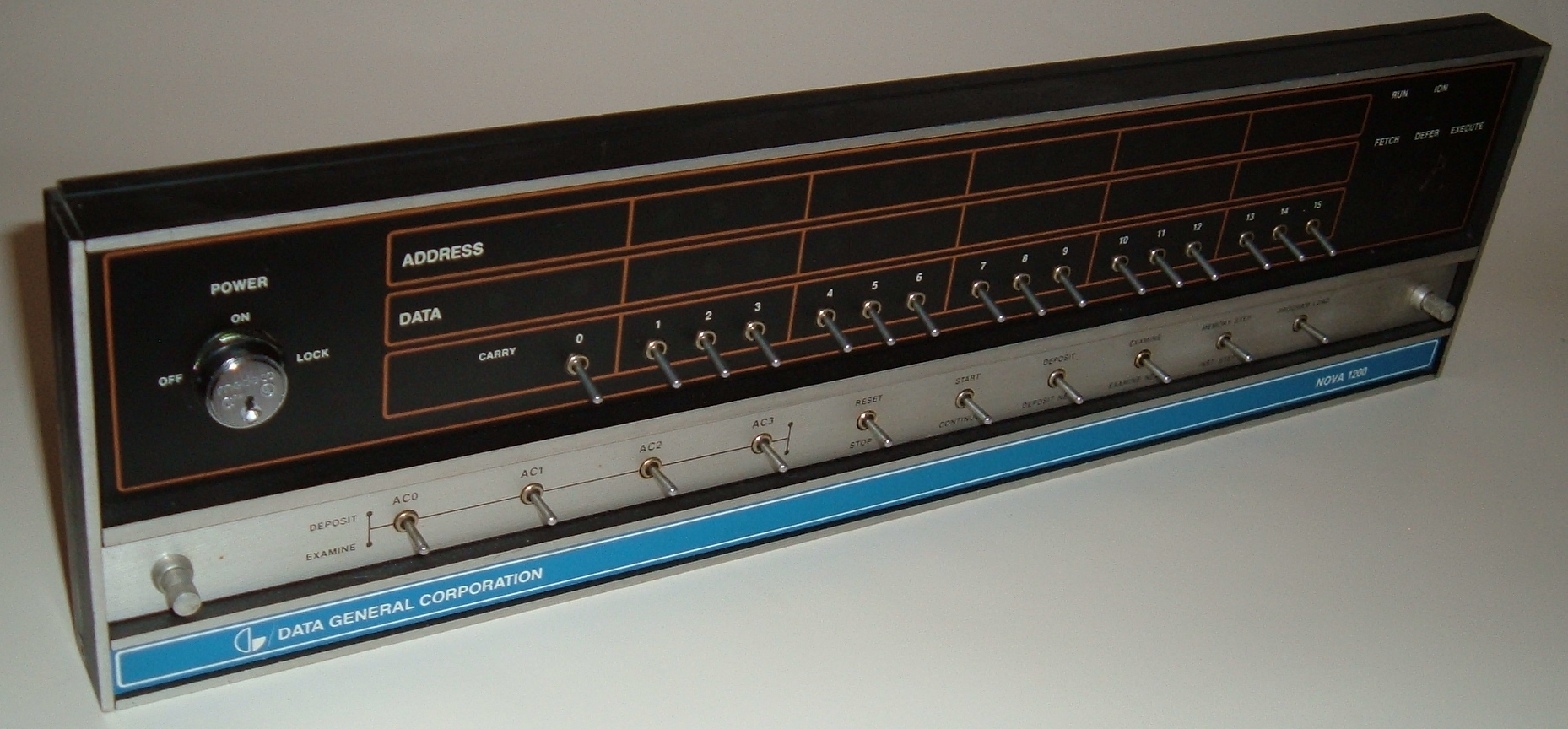
1969: Data General Nova

En 1969, Data General despachó un total de 50.000 Novas por $8000 cada uno. El Nova fue uno de los primeros minicomputadores de 16 bits y condujo hacia las longitudes de palabra que eran múltiplos del byte de 8 bits. Era el primero en emplear circuitos de mediana escala de integración (MSI) de Fairchild Semiconductor, con modelos subsecuentes usando circuitos integrados de gran escala de integración (LSI). También fue notable en que la unidad central de proceso entera estaba contenida en una tarjeta de circuito impreso de 15 pulgadas.
En 1973, el TV Typewriter, diseñado por Don Lancaster, proporcionó a los aficionados de la electrónica con una exhibición de información alfanumérica en un televisor ordinario. Usó $120 en componentes electrónicos, como se esquematizaba en la revista Radio Electronics de septiembre de 1973. El diseño original incluyó dos tarjetas de memoria y podía generar y almacenar 512 caracteres como 16 líneas de 32 caracteres. Una cinta de casete de 90 minutos proporcionó el almacenamiento suplementario para cerca de 100 páginas de texto. Su diseño usó hardware minimalístico para generar la temporización de las varias señales necesarias para crear la señal de TV. Más adelante, Clive Sinclair usó el mismo acercamiento en su legendario Sinclair ZX80.

## Cuarta generación
La base de la cuarta generación fue la invención del microprocesador por un equipo en Intel.
A diferencia de los minicomputadores de la tercera generación, que eran esencialmente versiones reducidas de los computadores mainframes, los orígenes de la cuarta generación son fundamentalmente diferentes. Los computadores basados en microprocesadores originalmente eran muy limitadas en su velocidad y capacidad de cómputo, y no eran, de ninguna manera, un intento de reducir el tamaño del minicomputador. Se dirigían a un mercado enteramente diferente.
Aunque las capacidades de procesamiento y memoria hayan crecido desde los años 1970 más allá de todo reconocimiento, la tecnología subyacente de microchips de alta escala de integración (LSI) o muy alta escala de integración (VLSI) ha continuado siendo básicamente la misma, así que se considera extensamente que la mayor parte de los computadores de hoy todavía pertenecen a la cuarta generación.

### Microprocesadores

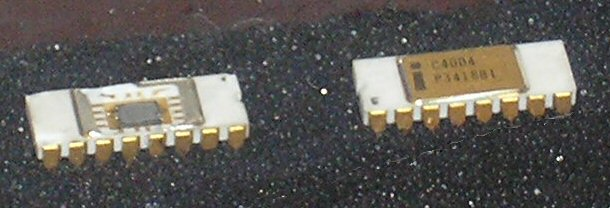
1971: Intel 4004

El 15 de noviembre de 1971, Intel lanzó el primer microprocesador comercial del mundo, el 4004. Fue desarrollado para una compañía japonesa de calculadoras, Busicom, como una alternativa al circuito cableado (hardwired), pero fueron desarrollados computadores alrededor de él, con mucha de sus capacidades de procesamiento proporcionadas por un pequeño chip microprocesador. Acoplado con uno de los otros productos de Intel - el chip de RAM, basado en una invención por Robert Dennard de IBM, (kilobits de memoria en un chip) - el microprocesador permitió que los computadores de la cuarta generación fueran más pequeños y más rápidos que los anteriores. El 4004 solamente era capaz de 60.000 instrucciones por segundo, pero sus sucesores, los Intel 8008, 8080 (usados en muchas computadoras con el sistema operativo CP/M), y la familia 8086/8088 (el computador personal IBM (PC) y los compatibles usan procesadores todavía compatibles hacia atrás con en 8086) brindaron aún una creciente velocidad y poder a los computadores. Otros productores también hicieron microprocesadores que eran ampliamente usados en microcomputadores.

### Supercomputadores

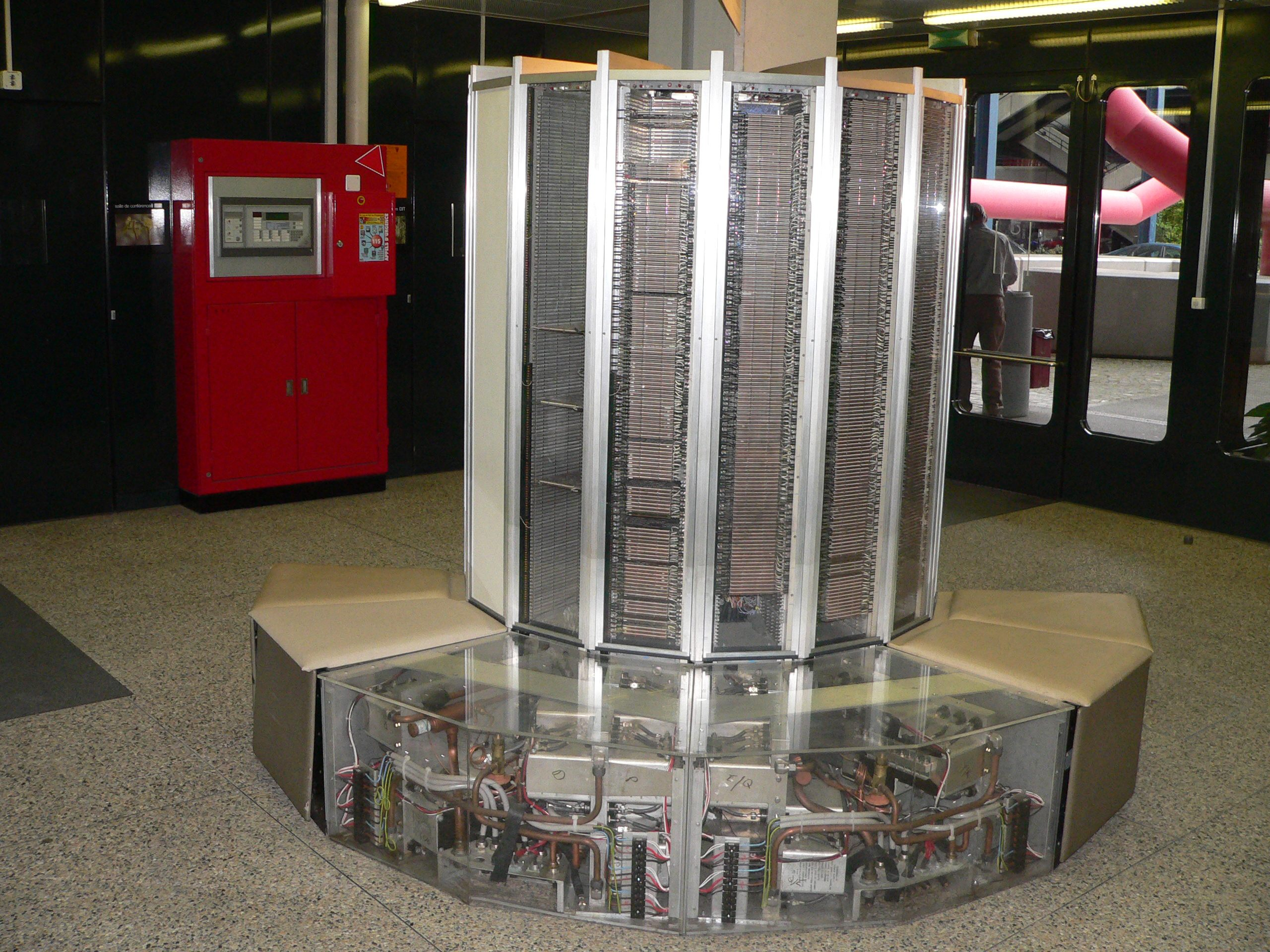
1976: Supercomputador Cray-1

En el otro extremo del espectro computacional al de los microcomputadores, los poderosos supercomputadores de la era también usaron tecnología del circuito integrado. En 1976 el Cray-1 fue desarrollado por Seymour Cray, quien había dejado Control Data en 1972 para formar su propia compañía. Esta máquina, el primer supercomputador en hacer práctico al procesamiento vectorial, tenía una característica forma de herradura, para acelerar el procesamiento acortando las trayectorias de los circuitos. El procesamiento vectorial, que usa una instrucción para realizar la misma operación en muchos argumentos, ha sido desde entonces un método de procesamiento fundamental de los supercomputadores. El Cray-1 podía calcular 150 millones de operaciones de coma flotante por segundo (150 megaflops). 85 Cray-1 fueron despachados a un precio de $5 millones cada uno. El Cray-1 tenía un CPU que fue construido en su mayor parte de circuitos integrados SSI y MSI ECL.

## Mainframes y minicomputadores

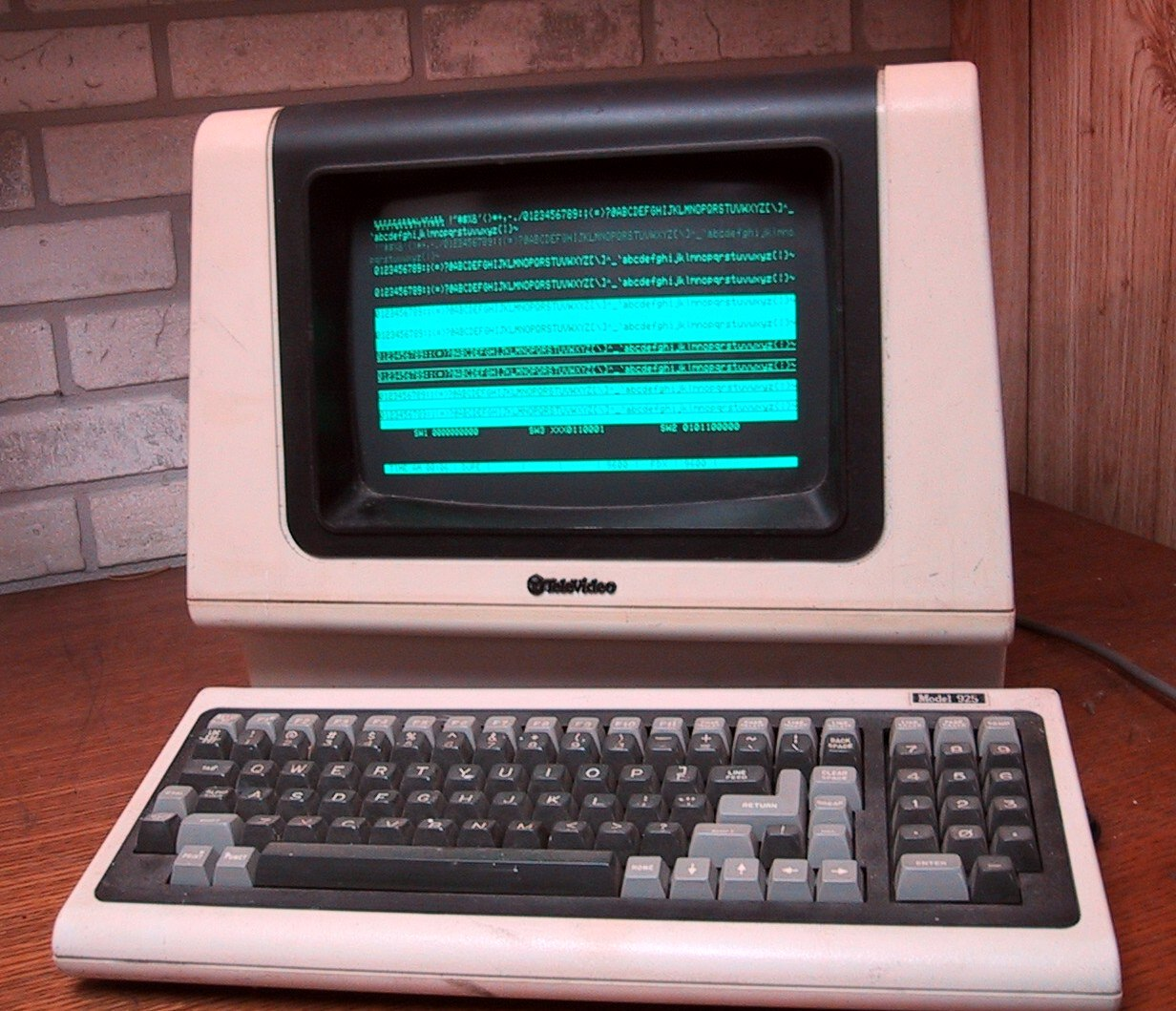
Los terminales de computadora conectados a computadores centrales de tiempo compartido, tales como el terminal inteligente TeleVideo de modo de caracteres ASCII, a veces fueron usados antes del advenimiento del PC.

Antes de la introducción del microprocesador a principios de los años 1970, los computadores eran generalmente grandes, costosos, sus dueños eran instituciones grandes como corporaciones, universidades, agencias de gobierno, y similares. Los usuarios, eran experimentados especialistas, que usualmente no interactuaban con la máquina en sí misma, sino que preparaban tareas para el computador en equipos fuera de línea, tal como perforadoras de tarjetas. Un número de asignaciones para el computador serían recolectadas y procesadas en modalidad de procesamiento por lotes. Después de que los trabajos hubieran terminado, los usuarios podían recoger las salidas en listados impresos y en tarjetas perforadas. En algunas organizaciones podía tardar horas o días entre someter un trabajo al centro de computación y la recepción de la salida.
Una forma más interactiva de uso del computador se desarrolló comercialmente a mediados de los años 1960. En un sistema de tiempo compartido, múltiples terminales de teletipo le permitieron a mucha gente, compartir el uso de un procesador de computador mainframe. Esto fue común en aplicaciones empresariales y en ciencia e ingeniería.
Un diferente modelo del uso del computador fue presagiado por la manera en que los primeros computadores no comerciales fueron usados, donde un usuario tenía uso exclusivo de un procesador. Algunos de los primeros computadores que pudieron haberse llamado "personales" fueron tempranos minicomputadores tales como el LINC y el PDP-8, y después el VAX y minicomputadores más grandes de Digital Equipment Corporation (DEC), Data General, Prime Computer, y de otros. Ellos se originaron, como procesadores periféricos para los computadores mainframes, tomando algunas tareas rutinarias y liberando el procesador para el cómputo. Por los estándares de hoy eran físicamente grandes (alrededor del tamaño de un refrigerador) y costosos (típicamente decenas de miles de dólares), y así raramente fueron comprados por individuos. Sin embargo, eran mucho más pequeños, menos costosos, y generalmente más simples de operar que los computadores mainframes de ese tiempo, y así asequibles por laboratorios individuales y proyectos de investigación. Los minicomputadores liberaron en gran parte, a estas organizaciones, del procesamiento por lotes, y de la burocracia de un centro de computación comercial o universitario.
Además, los minicomputadores eran más interactivos que las unidades centrales, y pronto tendrían sus propios sistemas operativos. El minicomputador Xerox Alto (1973) fue un punto destacado en el desarrollo de los computadores personales, debido a su interfaz gráfica de usuario, pantalla de mapa de bits de alta resolución, grande almacenamiento de memoria interno y externo, ratón, y software especial.

## El microprocesador y la reducción de costos

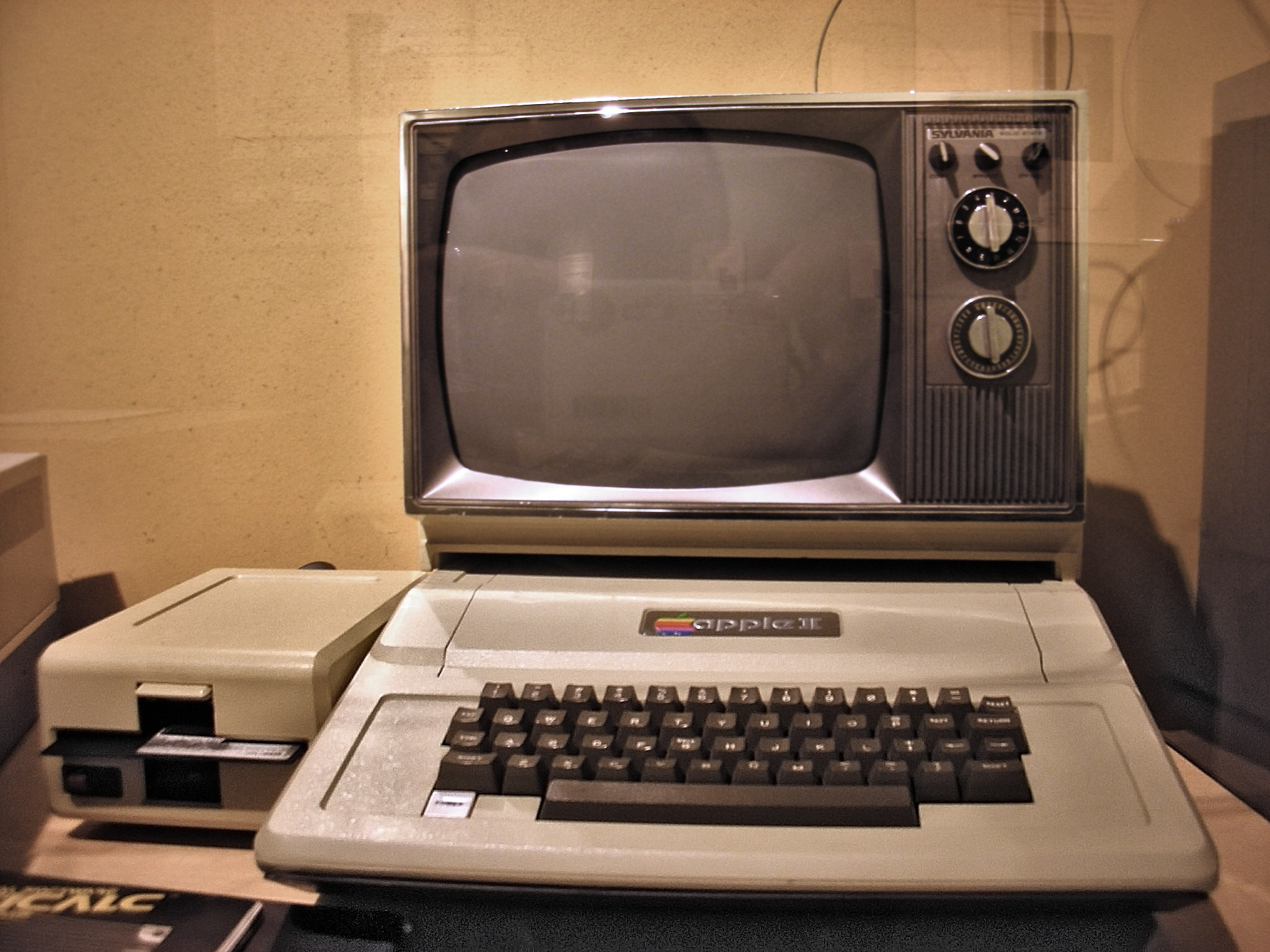
El Apple II, uno de los computadores de la "trinidad de 1977". La unidad de disco mostrada es un modelo para el Apple III

Los antepasados (minicomputadores) del moderno computador personal usaban tecnología de circuitos integrados, que redujeron el tamaño y el costo, comparado a los transistores discretos. El proceso fue realizado por circuitos con una gran cantidad de componentes dispuestos en múltiples tarjetas grandes de circuitos impresos. Los minicomputadores eran consecuentemente físicamente grandes y costosos en producir comparado con posteriores sistemas de microprocesadores. Después de que el "computador en un chip" fuera comercializado, el costo de producir un sistema de computación cayó dramáticamente. La aritmética, lógica, y las funciones de control que previamente ocuparon varias costosas tarjetas de circuitos, ahora estaban disponibles en un circuito integrado que era muy costoso de diseñar pero barato de producir en grandes cantidades. Concurrentemente, los avances en el desarrollo de la memoria de estado sólido eliminaron la abultada, costosa, hambrienta de energía memoria de núcleo magnético usada en anteriores generaciones de computadores.

## El Altair 8800 y el IMSAI 8080
El desarrollo del microprocesador en un solo chip fue un enorme catalizador en la popularización de verdaderos computadores personales baratos y fáciles de usar. El Altair 8800, introducido en un artículo de la revista Popular Electronics en la edición de enero de 1975, fijó en ese entonces un nuevo punto de bajo precio para una computadora, trayendo la posesión del computador a un mercado ciertamente selecto en los años 1970. Esto fue seguido por el computador IMSAI 8080 (un clon del Altair 8800), con capacidades y limitaciones similares. El Altair y el IMSAI eran esencialmente minicomputadores reducidos y eran incompletos: para conectar un teclado o un teletipo a ellos se requerían "periféricos" pesados y costosos. Ambas máquinas ofrecían un panel delantero con interruptores y luces, que se comunicaban con el operador en binario. Para programar la máquina después de encenderla, el programa bootstrap loader (cargador de arranque) tenía que ser entrado, sin errores, en binario, y luego, un interpretador BASIC se cargaba desde un lector de cinta de papel. Teclear el cargador requería la configuración hacia arriba o hacia abajo de un banco de ocho interruptores y presionar el botón de "cargar" (load), una vez para cada byte del programa, que típicamente era de cientos de bytes de longitud. La computadora podría correr programas escritos en BASIC una vez que el interpretador había sido cargado.

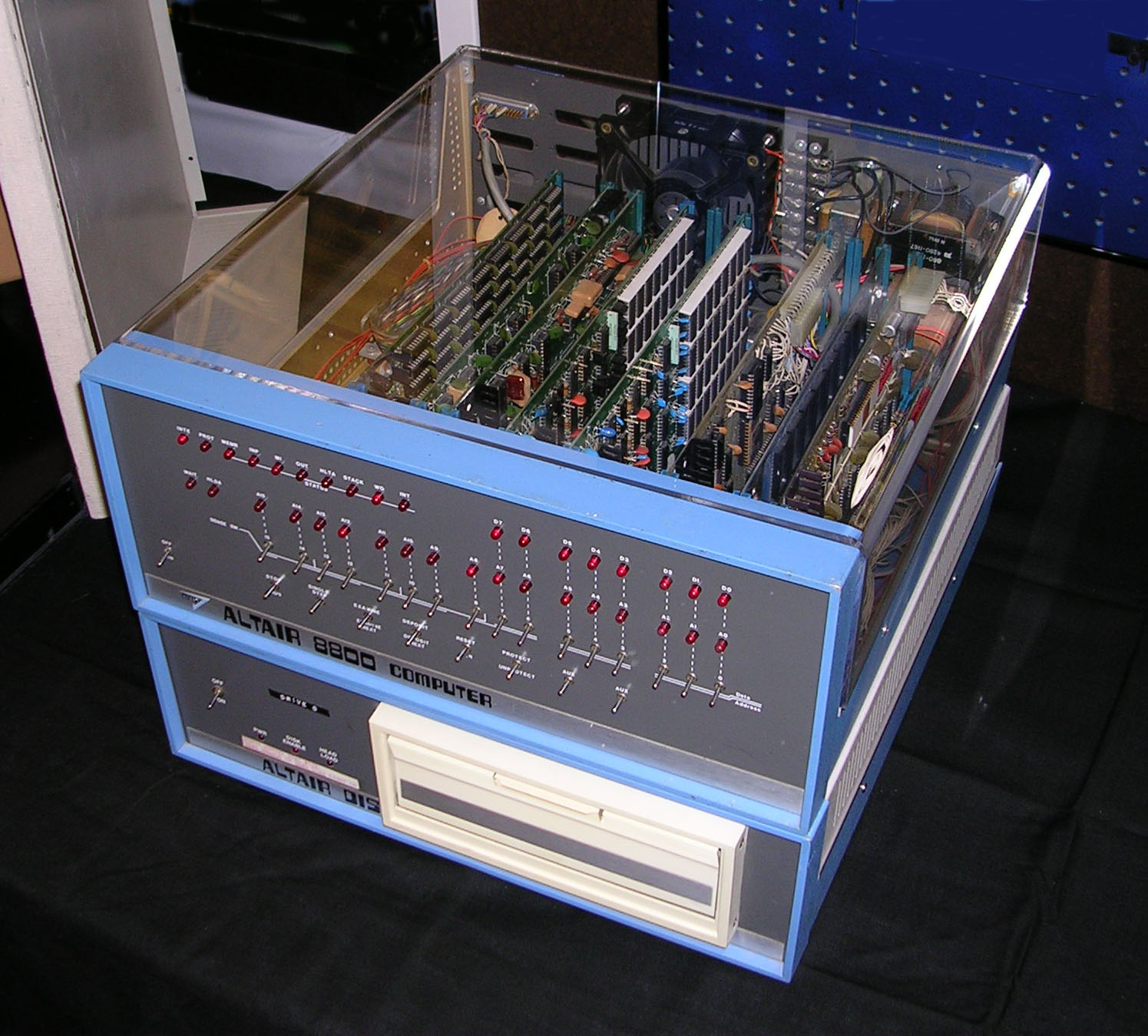
1975: Altair 8800

El MITS Altair 8800, el primer kit de microprocesador comercialmente exitoso, fue ofrecido en la cubierta de la revista Popular Electronics en enero de 1975. Fue el primer kit del mundo, producido en masa, de un computador personal, así como el primer computador en usar un procesador Intel 8080. Fue un éxito comercial con 10 000 Altairs despachados. El Altair también inspiró los esfuerzos de desarrollo de programas de Paul Allen y de su amigo de la universidad, Bill Gates, que desarrollaron un interpretador BASIC para el Altair, y después crearon Microsoft.
El Altair 8800 de MITS efectivamente creó una nueva industria de microcomputadores y de kits de computadores, con muchas otras siguiendo, por ejemplo una onda de pequeños computadores de negocios al final de los años 1970 basados en los  microprocesadores Intel 8080, Zilog Z80 e Intel 8085. La mayoría corriendo el sistema operativo CP/M-80 desarrollado por Gary Kildall en Digital Research. CP/M-80 fue el primer sistema operativo de microcomputador popular a ser usado por muchos vendedores diferentes de hardware, y muchos paquetes de softwares fueron escritos para él, tales como WordStar y dBase II.
A mediados de los años setenta, muchos aficionados diseñaron sus propios sistemas, con varios grados de éxito, y se congregaron juntos para facilitar el trabajo. Fuera de estas reuniones caseras, el Homebrew Computer Club se convirtió en un lugar donde los aficionados se encontraban para hablar de lo que habían hecho, intercambiar diagramas esquemáticos y software y demuestrar sus sistemas. Mucha gente construyó o ensambló sus propios computadores según diseños publicados. Por ejemplo, muchos miles de personas construyeron el computador casero Galaksija más adelante a principios de los años 1980.
Podría decirse que el computador Altair, generó el desarrollo de las empresas Apple, así como de Microsoft la cual produjo y vendió el interpretador de lenguaje de programación Altair BASIC, primer producto de Microsoft. La segunda generación de microcomputadores, los que aparecieron al final de los años 1970, provocado por la inesperada demanda para los computadores de kit en los clubs de aficionados de la electrónica, eran usualmente conocidos como computadores caseros. Para su uso en el ámbito de negocios, estos sistemas eran menos capaces y en cierto modo menos versátiles que los computadores de negocio grandes de esos días. Fueron diseñados para la diversión y propósitos educativos, no tanto para el uso práctico. Y aunque se podían usar en ellos algunas aplicaciones simples de oficina/productividad, fueron generalmente usados por los entusiastas de los computadores para aprender a programar y para correr juegos de computadora, para los cuales los computadores personales del período eran menos convenientes y mucho más costosos. Para los aficionados más técnicos, los computadores caseros también fueron usados para la interface electrónica, por ejemplo controlar modelos de trenes, y otras actividades de aficionado.

## Micral N
En Francia, la compañía Réalisations et Etudes Electroniques (R2E) formada por dos ingenieros anteriores de la compañía de Intertechnique, André Truong Trong Thi y François Gernelle, introdujo en febrero de 1973 un microcomputador, el Micral N basado en el Intel 8008. Originalmente, el computador había sido diseñado por Gernelle, Lacombe, Beckmann y Benchitrite para el Institut National de la Recherche Agronomique para automatizar mediciones higrométricas. El Micral N costó un quinto del precio de un PDP-8, alrededor de 8500FF ($1300). El reloj del Intel 8008 fue fijado en 500kHz, la memoria fue de 16 kilobytes. Un bus, llamado Pluribus fue introducido y permitía la conexión de hasta 14 tarjetas. Diferentes tableros para entrada/salida digital, entrada/salida análoga, memoria, disco floppy, estaban disponibles por R2E. El sistema operativo de Micral fue llamado inicialmente Sysmic, y fue más tarde renombrado Prologue. R2E fue absorbida por Groupe Bull en 1978. Aunque Groupe Bull continuaría la producción de computadoras Micral, no estaban interesados en el mercado del computador personal y los computadores Micral fueron confinados sobre todo a las puertas de peaje de carretera (donde permanecieron en servicio hasta 1992) y similares mercados muy especializados.

## El microcomputador emerge
El advenimiento del microprocesador y de la memoria de estado sólido hizo la computación casera asequible. Los primeros sistemas de computadores para el aficionado, como el Altair 8800 y el Apple I, introducidos alrededor de 1975 marcaron el lanzamiento de los chips de procesador de 8 bits de bajo costo, que tenían suficiente poder de computación para ser de interés para usuarios aficionados y experimentales. Por 1977, sistemas preensamblados como el Apple II, Commodore PET, y el TRS-80 (más adelante denominados como la "Trinidad de 1977" por la revista Byte) comenzaron la era de los computadores personales mercadeados en masa; mucho menos esfuerzo fue requerido para obtener una computadora operando, y aplicaciones tales como juegos, procesamiento de palabras, y hojas de cálculo comenzaron a proliferar. A diferencia de los computadores usados en hogares, los pequeños sistemas empresariales fueron típicamente basados en el CP/M, hasta que IBM introdujera el IBM PC, que fue adoptado rápidamente. El PC fue fuertemente clonado, llevando a la producción en masa y a la consiguiente reducción de costos a través de los años 1980. Esto expandió la presencia de los PC en los hogares, reemplazando la categoría del computador casero durante los años 1990 y llevando a la actual monocultura de computadores personales arquitectónicamente idénticos.

La 'Trinidad de 1977'. Estos fueron los primeros microcomputadores que comenzaron la era del computador personal
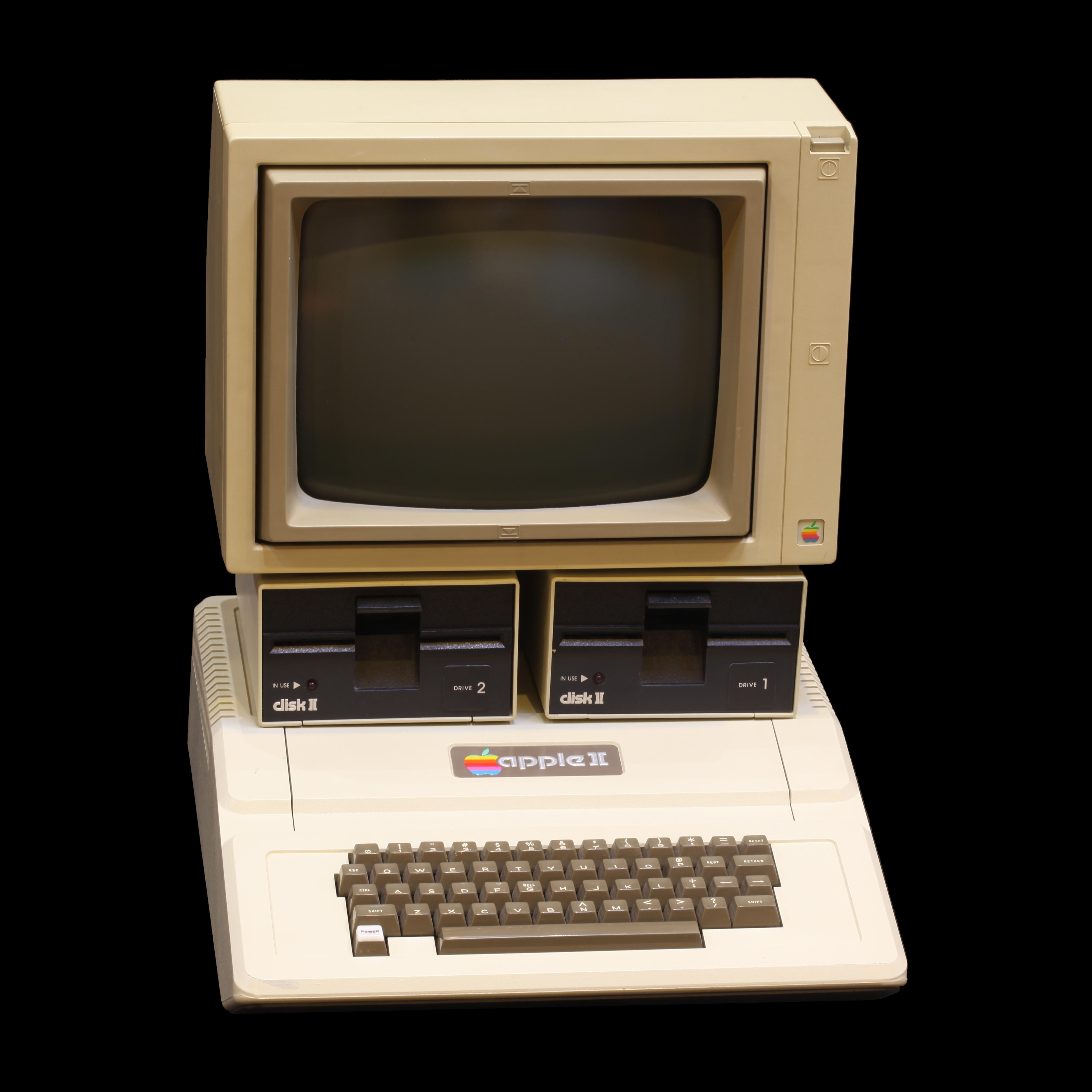
Apple II
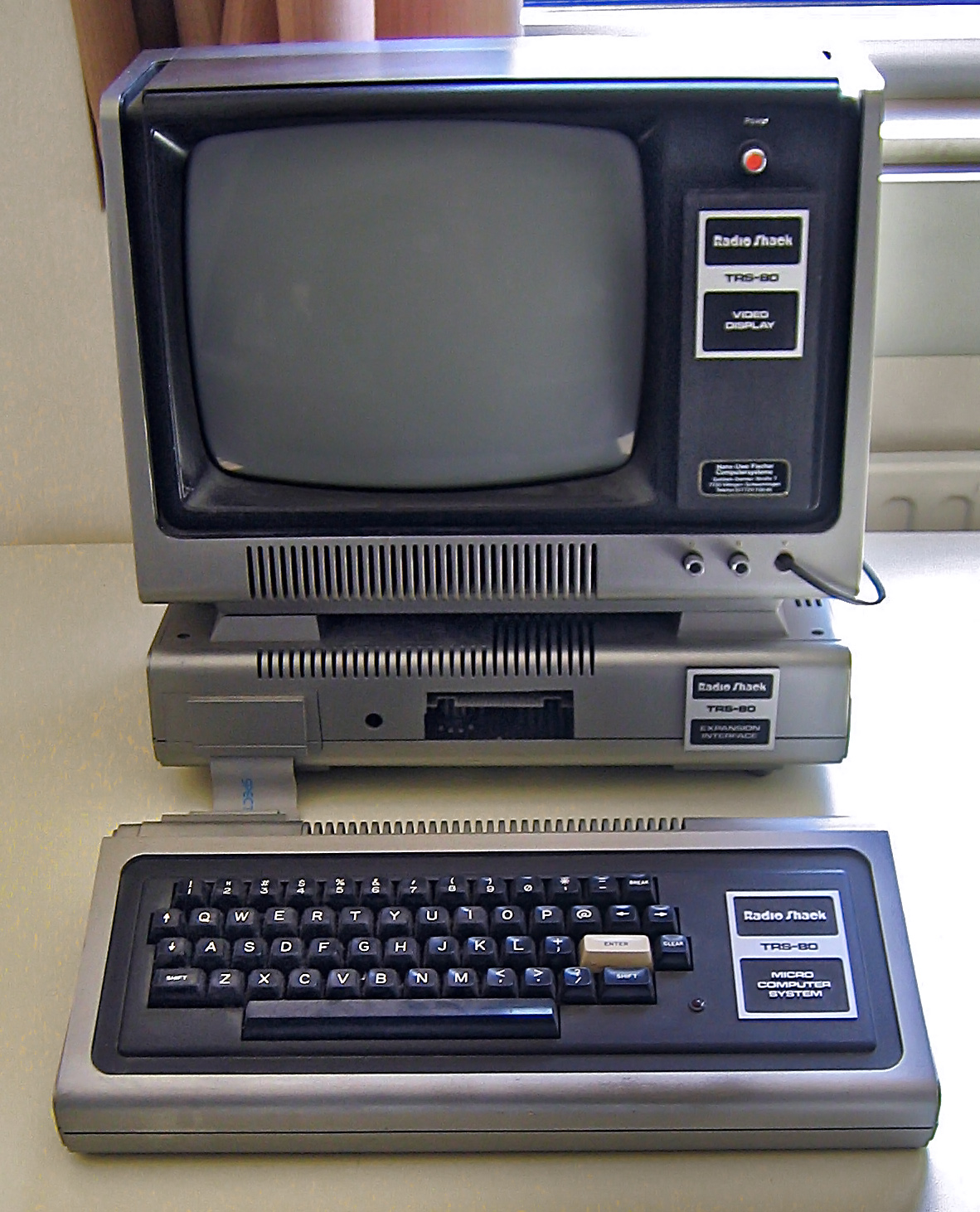
TRS-80 Model I
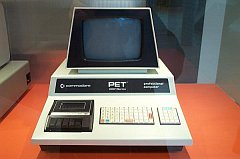
Commodore PET